# Pedro Carlos de Aguiar Craveiro Lopes

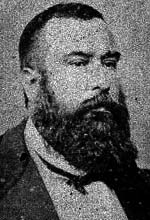
Pedro Carlos de Aguiar Craveiro Lopes

Pedro Carlos de Aguiar Craveiro Lopes (* 1834 in Lissabon) war ein portugiesischer Marineoffizier und Kolonialverwalter.
Lopes war der Sohn des Marineoffiziers Carlos Craveiro Lopes, der unter anderem Kommandant der Marinestationen in Macau und auf Kap Verde war, und Rita da Piedade Alves Chaves de Aguiar. Pedro war zweimal verheiratet und hatte aus der ersten Ehe vier Kinder.
Am 30. April 1869 wurde Lopes als Kapitänleutnant Gouverneur der Kolonie São Tomé und Príncipe. Hier wurde ihm eine ungewöhnliche Auszeichnung verliehen, die Medalha Individual de Gratidão: Ilha de S. Tomé, 1870 für Philanthropie und gute Leistung. Gleichzeitig sah er sich in diesem Amt zahlreicher Vorwürfe konfrontiert. In einem Bericht aus dem Jahre 1871 war von „Demütigungen, Orgien und Verschwendung“ die Rede.
Laut dem Historiker A. H. de Oliveira Marques soll Pedro Carlos de Aguiar Craveiro Lopes kurzzeitig amtsführend Gouverneur von Portugiesisch-Timor gewesen sein. Nachdem Francisco Teixeira da Silva sein Amt aus gesundheitlichen Gründen nicht mehr ausüben konnte, übernahm zunächst Kapitän António Joaquim Garcia 1869 den Posten in Südostasien. 1870 erhielt Lopes den Posten, bis zur Amtsübernahme durch den neuernannten Gouverneur Kapitänleutnant João Clímaco de Carvalho im selben Jahr.
Gouverneur vom afrikanischen São Tomé und Príncipe blieb Pedro Carlos de Aguiar Craveiro Lopes bis zum 7. Oktober 1872. 1874 war er als Fregattenkapitän in Mosambik.
Von 1886 bis 1888 war Pedro Carlos de Aguiar Craveiro Lopes im Range eines Konteradmirals Hafenkommandant von Ponta Delgada auf den Azoren. Nach seinem Tod verkaufte seine zweite Frau Mariana Âmbar eine Sammlung von etwa 600 verschiedenster afrikanischer Artefakte an Jacinto da Silveira Gago da Câmara, dem zweiten Graf von Fonte Bela. Heute bilden diese die Sammlung afrikanischer Kunst im Museu Carlos Machado in Ponta Delgada.